# Dolní lázně v Bechyni
Bývalé Dolní lázně (též Panská lázeň či Staré lázně) se nacházejí v Bechyni - Zářečí v okrese Tábor v Jihočeském kraji. Objekt je zapsaný jako kulturní památka v Ústředním seznamu nemovitých kulturních památek České republiky. Dům čp. 481 na levém břehu Lužnice je zároveň součástí městské památkové zóny Bechyně, vyhlášené 19. listopadu 1990.

## Historie
První zmínka o lázni se váže k roku 1324, kdy Oldřich Pluh z Rabštejna, který napřed sloužil jako vladař u pánů z Hradce a posléze byl v letech  1319–1341 podkomořím krále Jana Lucemburského, založil město Bechyni a při té příležitosti nechal na břehu řeky vybudovat také panskou lázeň. Oldřich Pluh z Rabštejna jako královský podkomoří získal značný majetek, mezi nějž patřila i zmíněná lázeň se zahradou a mlýn pod mostem přes Lužnici. V roce 1340 město Bechyni získali od krále Šternberkové.

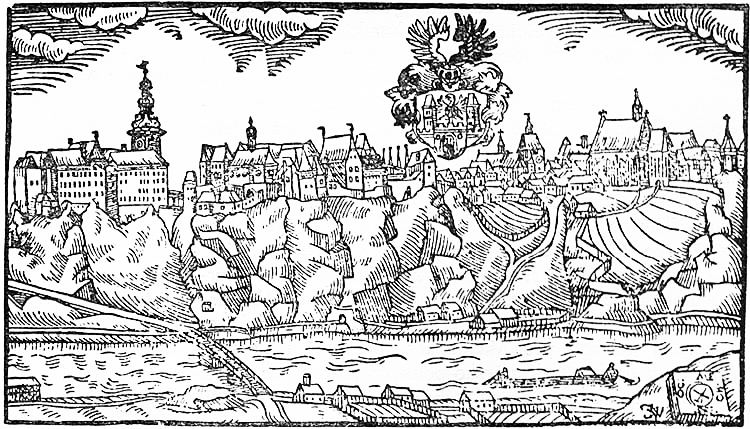
Bechyně na vedutě z roku 1602, panské lázně jsou dole uprostřed

Nejstarší vyobrazení areálu lázní je z roku 1602 na vedutě města Bechyně od Jana (Johanna) Willenberga (1571–1613). V roce 1594 Petr Vok z Rožmberka potvrdil městu Bechyni jeho městská privilegia. Zároveň při této příležitosti daroval městu „lázni“, nacházející se pod zámkem za mostem – ovšem pod podmínkou, že tam „po věčné časy každý lazebník bude šenkovati pivo panské“. Pokud by tam lazebník čepoval pivo z městského pivovaru nebo nápoje dovezené odjinud, musel by zaplatit pokutu pěti kop a lázně by propadly zpět do vlastnictví knížete.
V roce 1737 je zmiňována hospoda „Na lázni“, patřící Josefu Bartlesovi z Bechyně, o dva roky ji vlastnil Matěj Mašek a pak se v průběhu staletí střídali další majitelé. V roce 1859 byly obnoveny lázeňské kabiny, ty však o čtyři roky později vyhořely (údajně se jednalo o úmyslné žhářství) a na jejich místě byla založena zahrada.
V 19. století se v bývalých lázních také soustřeďovala spolková činnost místních hasičů a Sokolů. V roce 1893 byl v Bechyni založen Sokol a první společná cvičení byla pořádána ve stodole u Dolních lázní. Od roku 1904 byl vlastníkem Dolních lázní Václav Janko, jeden ze zakladatelů společenstva hostinských a výčepníků v Bechyni, a po něm byl majitelem jeho syn, který zde založil firmu na opravu a převinování elektrických strojů a transformátorů. Od roku 1949 byl majitelem čp. 481 Josef Hruška a ve vlastnictví rodiny Hruškových zůstaly bývalé panské lázně až do 21. století. Od roku 1993  je v budově Dolních lázní provozována keramická dílna s prodejnou.

## Popis
Areál bývalých lázní je ze stavebního hlediska nejstarším historickým objektem v Zářečí. Jedná se o čtyřkřídlý areál s vnitřním dvorem, zahrnující bývalou lázeň, která slouží jako obytná část, dále je zde otevřený pavilon v severozápadním rohu budov, stodola a maštale. Hlavní průčelí jednopatrové budovy, obrácené směrem k silnici, je osmiosé a má dva půlkruhově zaklenuté vjezdy. Mezi přízemím a prvním patrem je pásová římsa. V jádru stavby, zejména v západním křídle u řeky, byly zachovány renesanční konstrukce, jinak celkově převažuje barokní charakter stavby s následnými klasicistními úpravami. Klasicistní prvky zde reprezentuje zejména pavilon s dórskými sloupy.
V průjezdu, který vede na dvůr, a v maštali jsou původní plackové klenby. V patře mají místnosti stropy ploché. Až do počátku 90. let 20. století areál představoval největší plochu střech, krytých tzv. bechyňskými háky, což byla specifická krytina, vyráběná ručně v bechyňské cihelně.

## Okolí bývalých lázní

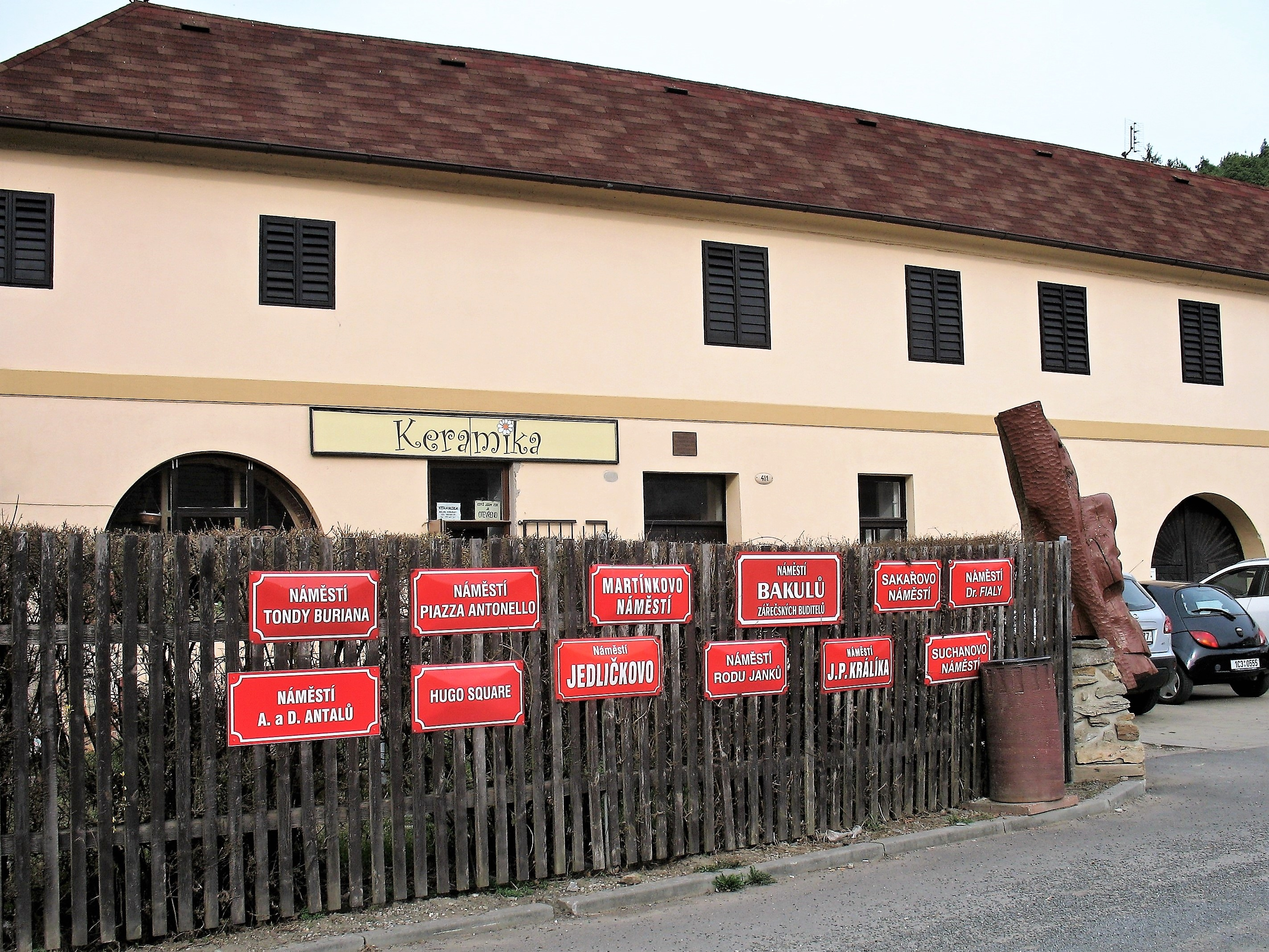
Plot před keramickou dílnou
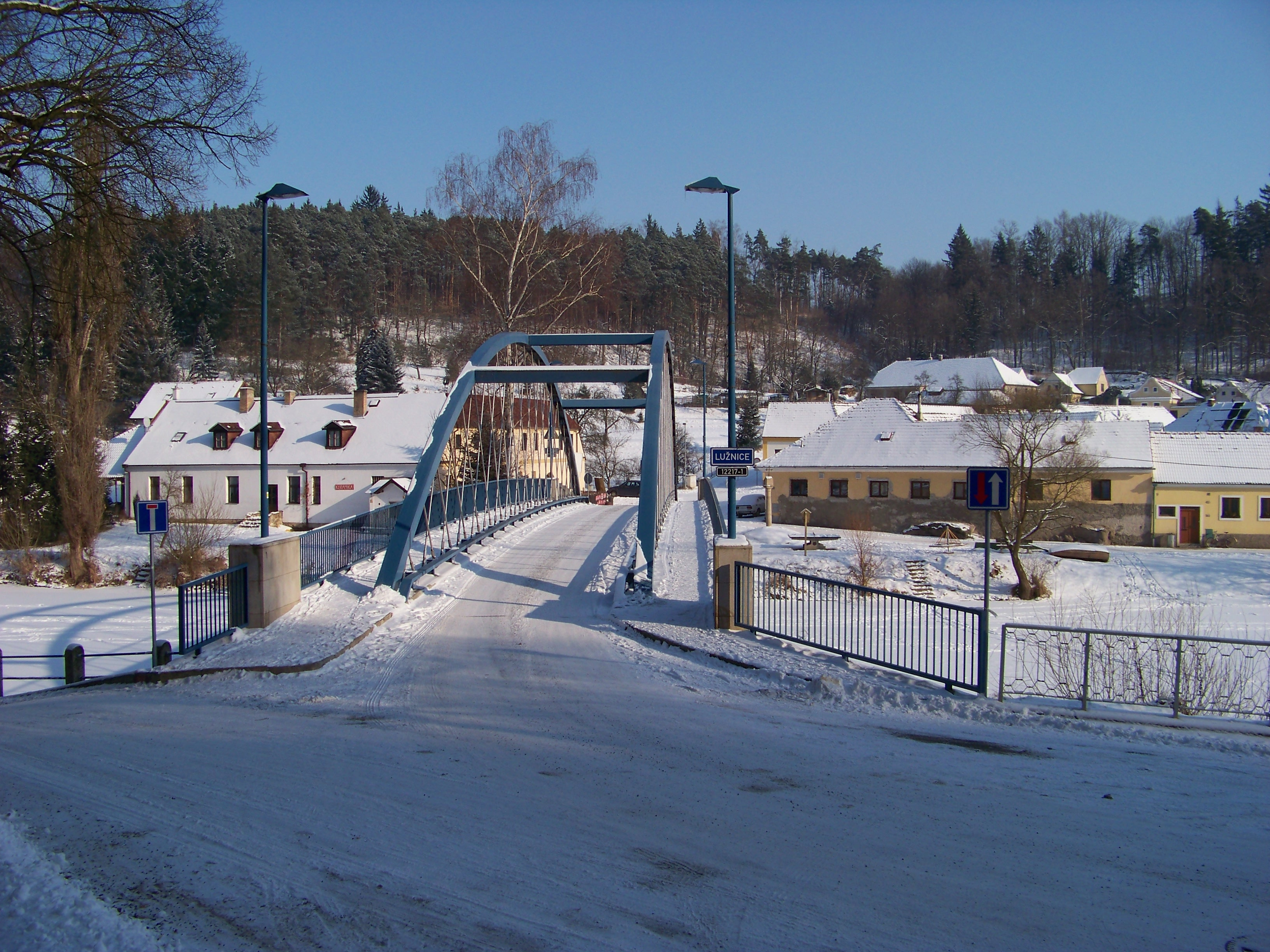
Zářečský most, vlevo za mostem bývalé lázně
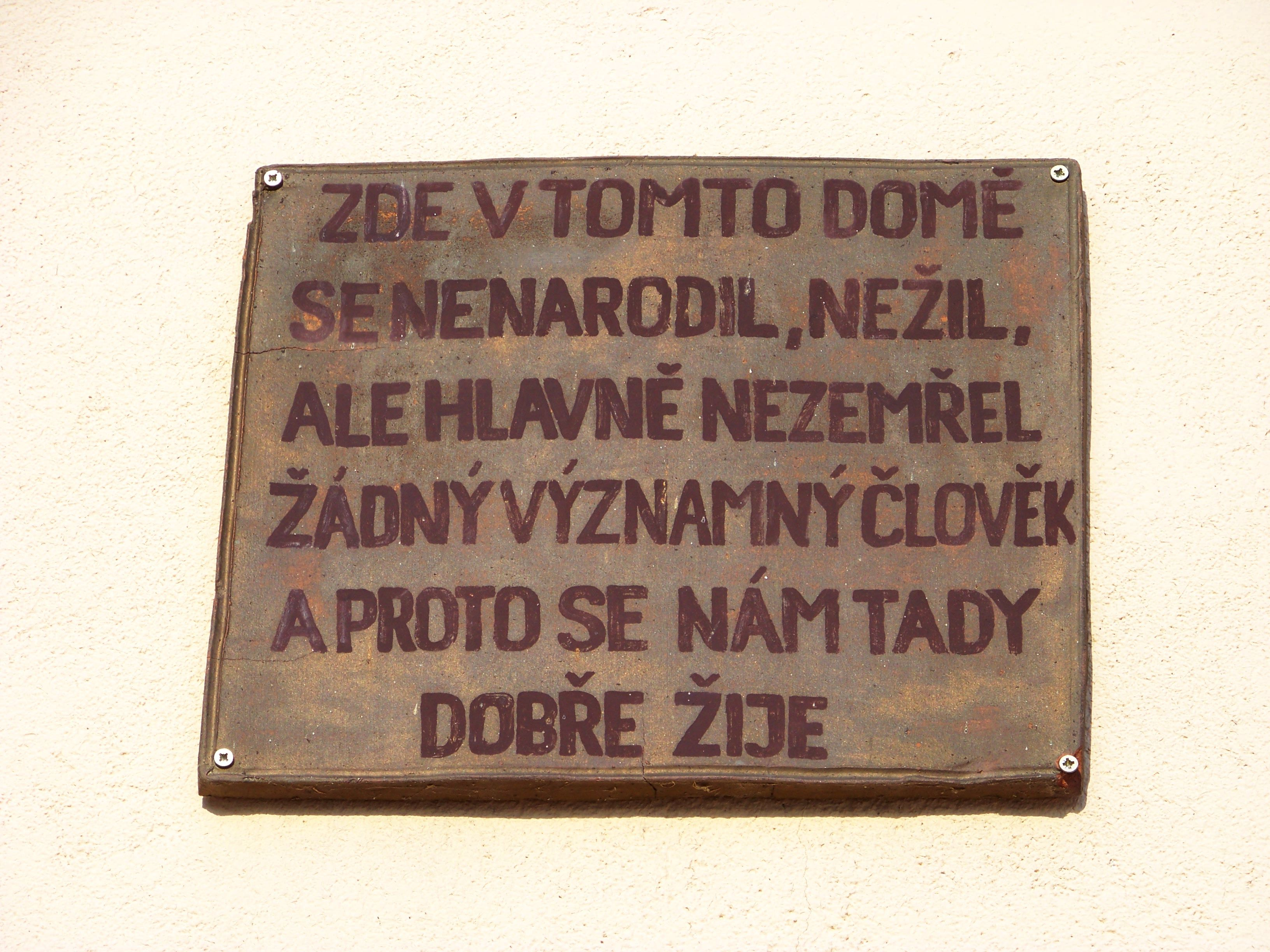
Cedule na domě čp. 481
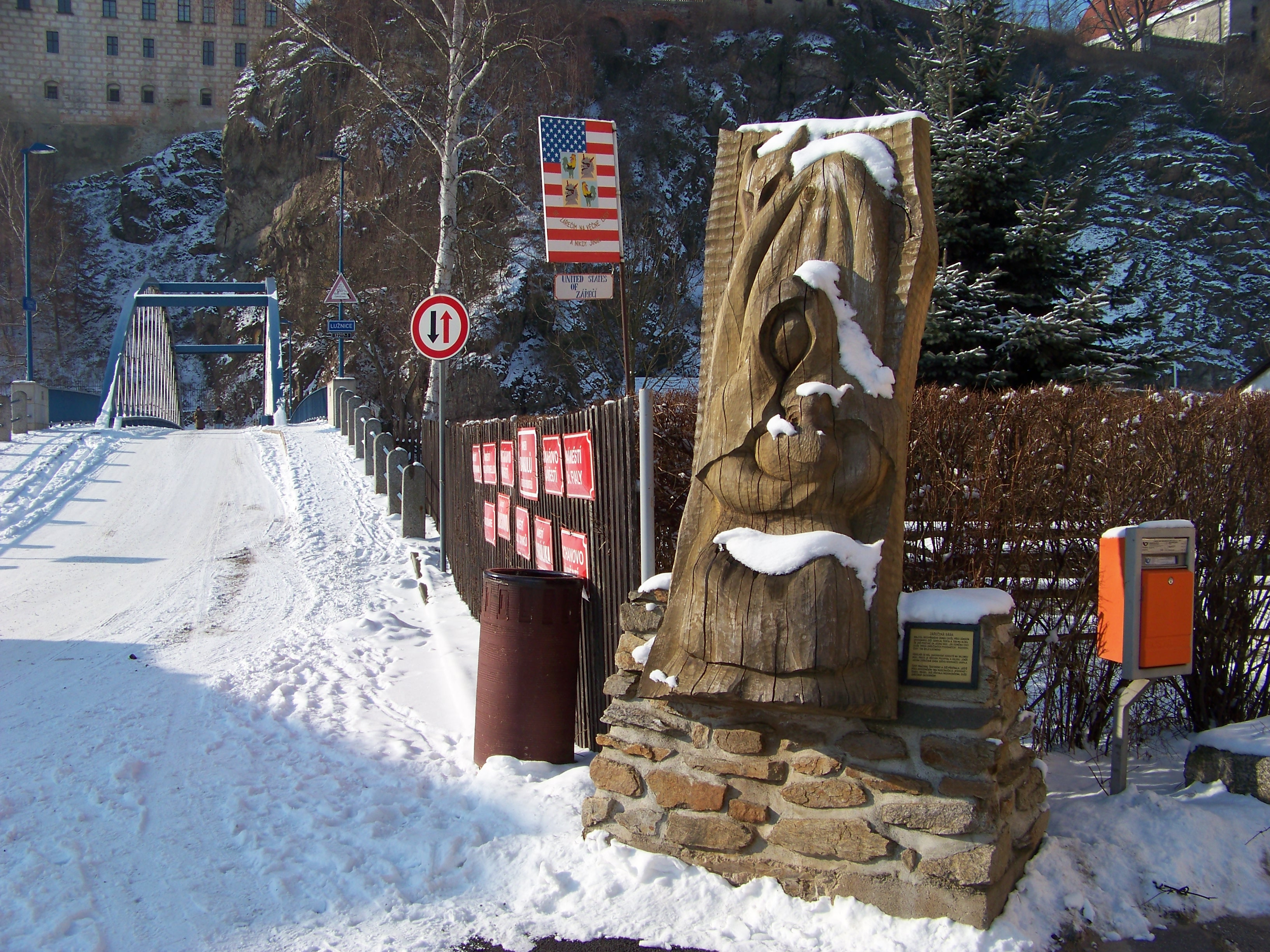
Dřevěná plastika „Zářečské báby“ u čp. 481
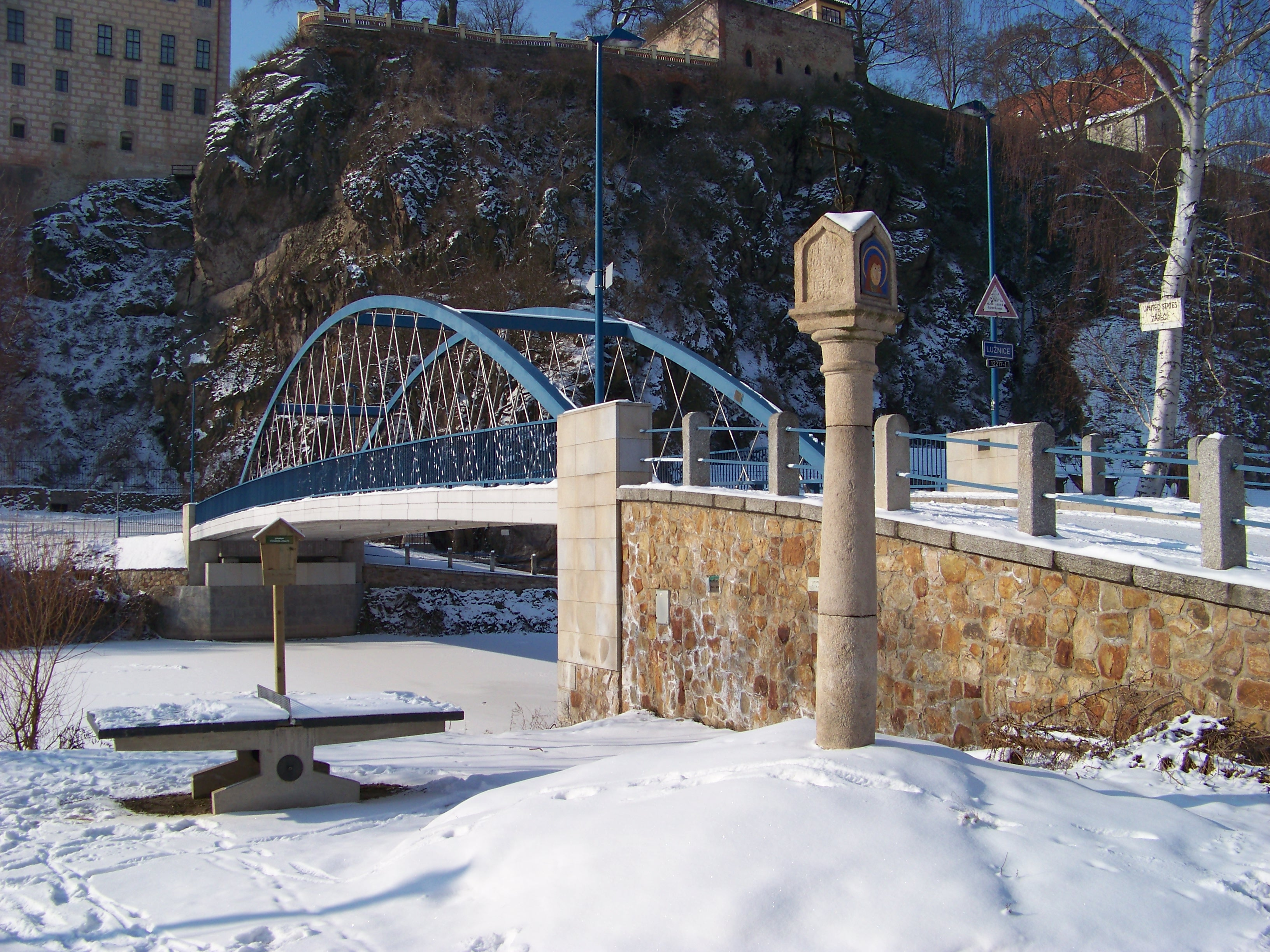
Památkově chráněná boží muka naproti lázním